# Coelotes saccatus
Coelotes saccatus là một loài nhện trong họ Amaurobiidae.
Loài này thuộc chi Coelotes. Coelotes saccatus được miêu tả năm 1998 bởi Peng & Chang-Min Yin.